# Dydoe
El dydoe és un tipus de pírcing genital masculí que travessa la vora de la corona del gland del penis. Generalment s'aplica al centre de la corona (però també és habitual realitzar en parelles, disposant els dos pírcings simètricament respecte al centre).
La joieria utilitzada sol ser un barbell corbat de calibre 14 gauge (1,6 mm) amb una bola en els dos extrems; de vegades es pot aplicar un anell en lloc d'un barbell, però augmenta el risc de rebuig.

## Etimologia
Es creu que el terme «dydoe» deriva de la paraula anglesa «doodad», que es sol utilitzar per a petits objectes artificials indeterminats de la mida d'un telèfon mòbil (que pot ser electrònic o no) però que aquí s'utilitza com «un adorn decoratiu», i que va ser encunyat per Doug Malloy (el seu nom real era Richard Simonton), pioner de la recent moda de la modificació corporal als Estats Units.
Segons Doug Malloy, aquest pírcing va ser inventat per un grup d'estudiants jueus de l'anomenada «Cyprian Society».

## Funcions
Més enllà de les funcions purament estètiques, es creu que el pírcing dydoe incrementa l'estimulació sexual durant el coit, tant a l'usuari com a la parella penetrada. Això es deu a la pressió exercida del pírcing sobre el gland durant les relacions sexuals que, en algunes posicions, pot conduir a una ejaculació precoç.
Pel que fa a la penetració vaginal, un dydoe inserit al centre de la corona del gland pot estimular l'àrea de la paret anterior de la vagina, on es creu que es troba el punt G, malgrat que la seva estimulació és menor que la produïda per un pírcing apadravya. Malgrat que actualment la comunitat científica és decididament escèptica sobre l'existència d'àrees més densament nervades dins de la vagina, com el conegut punt G, és evident que aquest pírcing provoca una major pressió i fricció sobre les parets vaginals.

## Realització i cicatrització

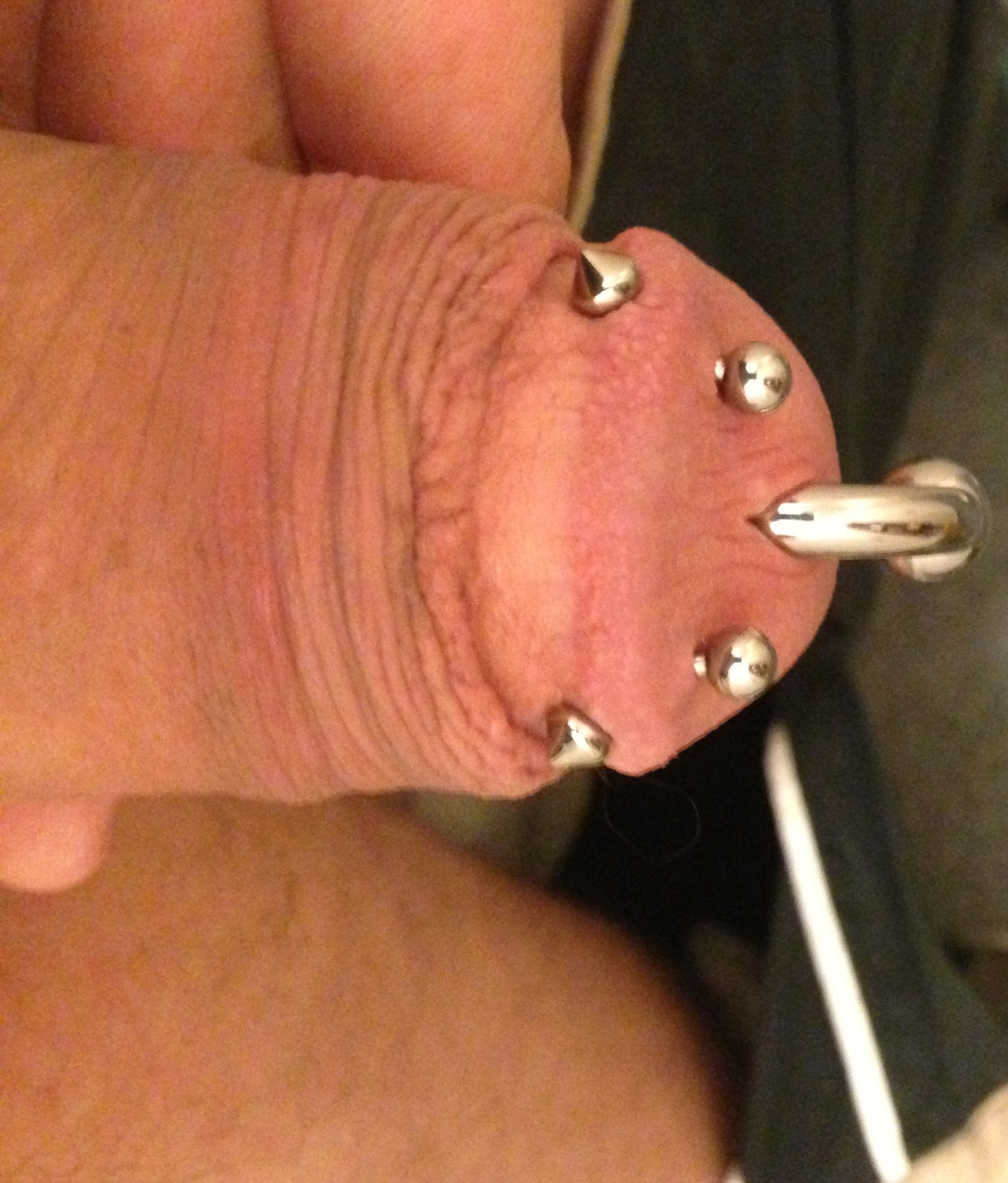
Un dydoe doble acompanyat d'un Prince Albert (el pírcing que surt de la uretra)

El dydoe és un tipus de pírcing anomenat «extrem» i la seva aplicació pot ser extremadament dolorosa. Normalment, pel procediment s'utilitza una agulla recta per foradar i un suro per empènyer l'agulla. Donada la zona en què s'insereix, és freqüent que hagi una hemorràgia, encara que no tan abundant com en els casos dels pírcings ampallang i apadravya. El client pot decidir si la realització de la perforació la vol amb l'ús d'anestèsic local o no.
Generalment, el dydoe es realitza a les persones que tenen feta la circumcisió, ja que la presència d'un prepuci molt estret manté l'àrea humida i dificulta la seva curació. Tot això, per descomptat, també ha de coincidir amb la presència d'una corona del gland ben desenvolupada.
Normalment, aquest pírcing es realitza amb el penis en un estat d'erecció i s'insereix en la perforació un barbell corbat. Per evitar problemes durant l'erecció, la longitud de la perforació a realitzar ha de ser avaluada amb el penis erecte, quan el gland aconsegueix la mida màxima, mentre que per al diàmetre de la jòia inicial és de calibre de 1,6 mm (14 gauge).
La cicatrització completa del penis es produeix generalment en un període no superior a tres mesos, però es pot allargar fins als 6 mesos si apareixen complicacions. Durant el procés de curació, és una bona pràctica rentar la zona diàriament amb una solució salina estèril i també es recomana, per a aquells que portin aquest tipus de pírcing, abstenir-se de les relacions sexuals durant un període d'almenys dues setmanes; no obstant, després d'això, és recomana l'ús del preservatiu durant uns mesos fins que es completi el procés de cicatrització.
Després de la curació, la perforació es pot ampliar inserint barbells de major calibre. Atès que el gland del penis és una zona molt vascularitzada, si es deixa buit, el forat tendeix a tancar-se molt ràpidament (generalment triga menys d'un dia) i el procés de reobertura pot ser encara més dolorós que la primera perforació, com passa amb el pírcing al fre prepucial. Si no ha curat completament i hi ha dificultats per reemplaçar-lo, un perforador professional pot utilitzar una agulla arrodonida, sense punta, per tornar a obrir el forat. Probablement pot apareixerà una petita cicatriu si es retira la joia de forma permanent, que pot provocar la dessensibilització del gland.

## Variants
La combinació de diversos pírcings dydoe disposats al voltant de la corona del gland s'anomena «king's crown» (literalment: corona del rei).
També existeix, però més rar, una variant de dydoe, el «dydoe profund» (també conegut com a «Zephyr»), que utilitza un barbell més llarg de l'habitual que comença des de darrere de la vora de la corona i arriba gairebé a la punta extrema del penis.
Un apadoye és un pírcing què combina un anell utilitzat en un pírcing apadravya i un o dos dydoe.

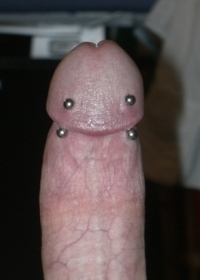
Dydoe doble
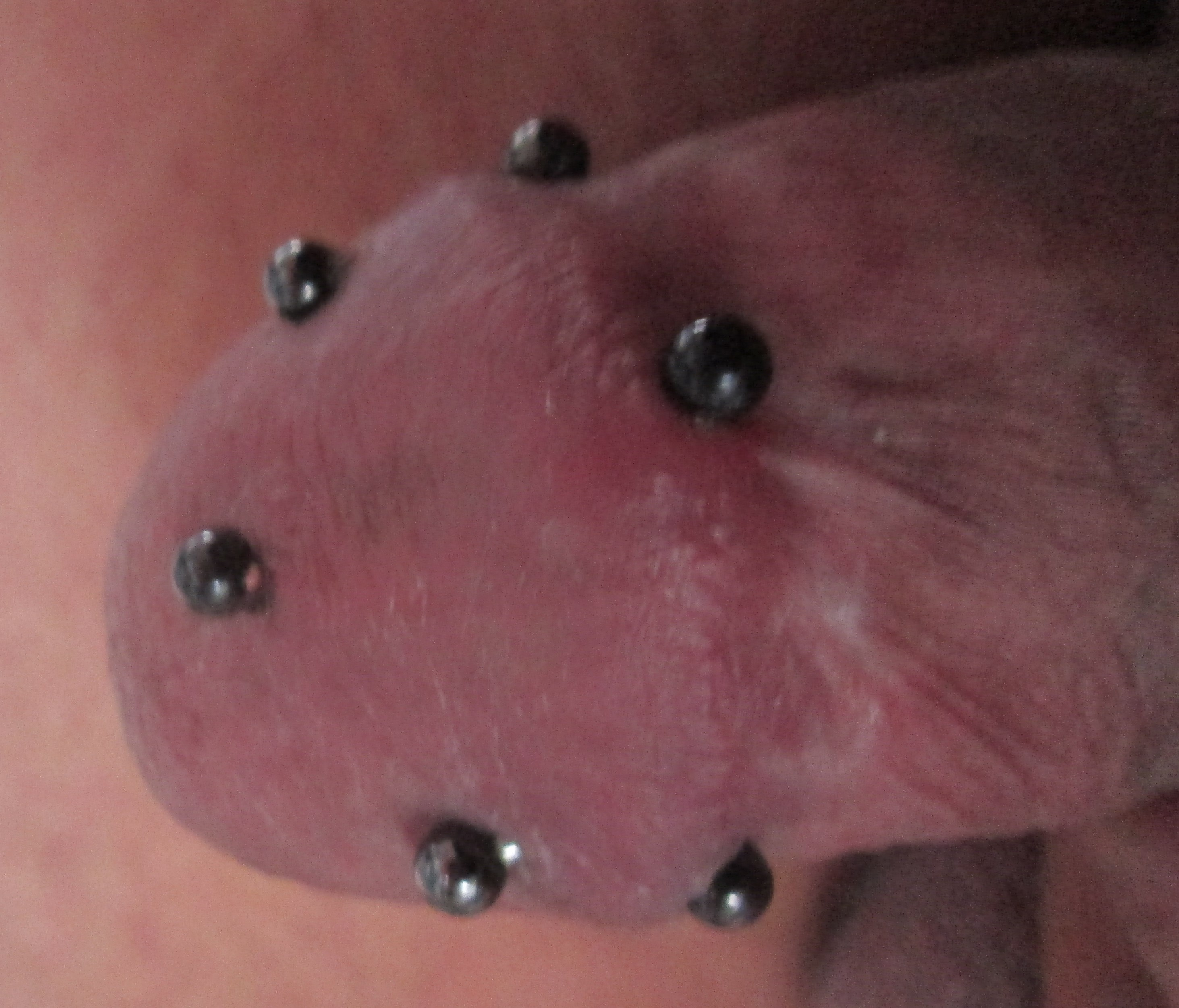
Dydoe triple
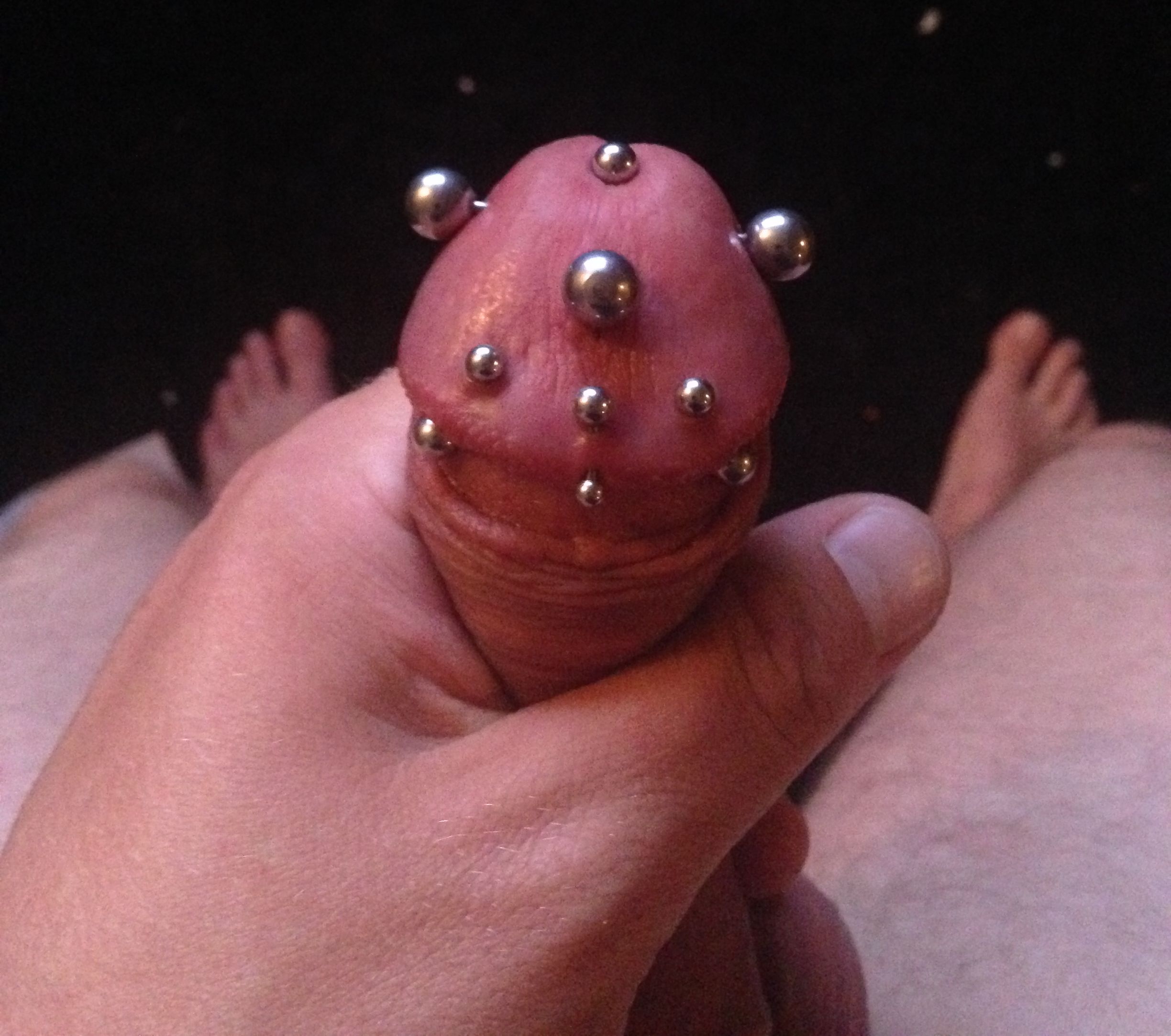
Combinació de pírcings Ampallang, Apadravya, Prince Albert invertit, i 3 dydoe
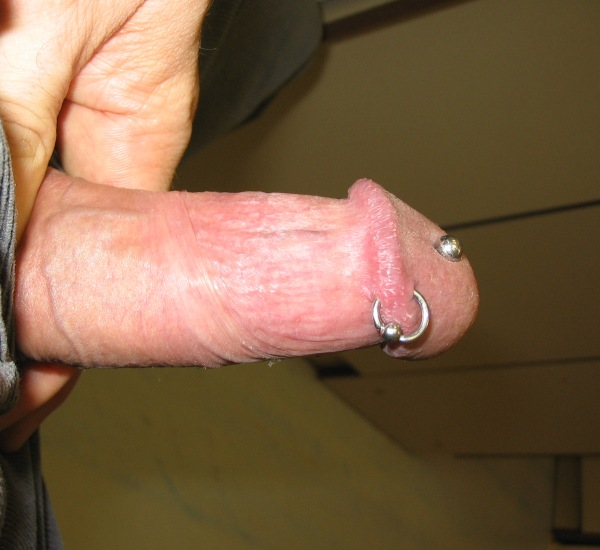
Dos pírcings Dydoe, amb un anell de bola captiva

## Perill per a la salut
Els principals riscos per a la salut es produeixen durant la realització de la perforació i durant el procés de curació. La manca d'adopció de la higiene adequada durant el procés de realització pot provocar el risc de contraure malalties transmissibles per la sang, mentre que aquesta manca durant el procés de curació pot provocar infeccions.
Alguns metges creuen que els pírcings genitals masculins realitzats al gland del penis fan augmentar el risc de malalties de transmissió sexual, fent que la protecció del preservatiu sigui menys efectiva. En dues enquestes diferents, entre un 5% i un 18% d'homes amb pírcing genital tenien «problemes amb l'ús de preservatius» no especificats, tot i que no estava clar quants d'ells els utilitzaven regularment. En definitiva, encara no s'ha trobat cap conclusió definitiva sobre l'augment del risc de contraure malalties de transmissió sexual si es té un pírcing genital d'aquest o d'algun altre tipus.